# Облеухов, Александр Никанорович
Александр Никанорович Облеухов (1824 — 1879, Санкт-Петербург) — российский генерал-майор.

## Биография
Происходил из потомственных дворян Херсонской губернии. Родился в семье полковника артиллерии. В десять лет поступил в Павловский кадетский корпус, который окончил в 1842 году, 8 августа был произведён в прапорщики и назначен в лейб-гвардии Павловский полк. В составе полка в 1849 году участвовал в Венгерской кампании. 
Дальнейшая служба Облеухова протекала в Сибири. 27 января 1852 года он был переведён майором в 12-й Сибирский линейный батальон. В звании полковника в 1856 году он командовал 13-м Сибирским линейным батальоном, в этом году при возвращении из низовьев Амура в отряде под его командованием погибло от голода 102 или, по другим источникам, 270 солдат, причём главным ответственным за эту трагедию называется сам Облеухов. После неё он был отстранён от командования батальоном и понижен в чине до подполковника.
Затем он был членом от военного ведомства иркутской полевой провиантской комиссии. В этой должности он пробыл около трёх лет; за это время он был награждён орденом св. Анны 3-й степени (за участие в присоединении Амурского края к России) и вновь произведён в полковники. Расстроенное здоровье заставило его временно выйти в отставку в августе 1858 года. 
В 1864 году он снова поступил на службу. Причисленный к главному управлению Восточной Сибири, он вскоре был назначен сначала ачинским городничим, а в 1865 году — енисейским городничим. После административных реформ в Восточной Сибири, он 1 января 1868 года был назначен енисейским окружным исправником, а 27 апреля того же года – исполняющим должность командира 2-й пешей бригады Забайкальского казачьего войска. 
Спустя полтора года он был прикомандирован к штабу местных войск Петербургского военного округа с зачислением кандидатом на должность губернского воинского начальника. Состоя при штабе местных войск Петербургского военного округа, Облеухов исполнял несколько раз обязанности губернского воинского начальника (в Олонце), начальника Петербургского Семеновского, Александровского военного госпиталя и др., а с 1872 года по 1874 год неоднократно был назначаем в состав временных военно-окружных судов, учреждённых в Петрозаводске, Архангельске и Белозерске. Затем, с мая 1874 года Облеухов состоял председателем ревизионной комиссии при Шлиссельбургской военно-исправительной роте. 
Выслужив полную пенсию, он подал прошение об отставке и 2 декабря 1876 года был произведён в генерал-майоры с увольнением в отставку, с мундиром и пенсией, после чего остался в Петербурге, где жил до самой своей смерти. Похоронен на Смоленском православном кладбище.

## Награды
- Орден Св. Анны 3-й ст. (1858)
- Орден Св. Станислава 2-й ст. с императорской короной (1873)
- Знак отличия беспорочной службы за XV лет (22 августа 1860)